# Centro Majchum
Centro Majchum är en ort i Mexiko.   Den ligger i kommunen Chilón och delstaten Chiapas, i den sydöstra delen av landet, 800 km öster om huvudstaden Mexico City. Centro Majchum ligger 1 010 meter över havet och antalet invånare är 185.
Terrängen runt Centro Majchum är huvudsakligen kuperad, men österut är den bergig. Runt Centro Majchum är det glesbefolkat, med 16 invånare per kvadratkilometer. Närmaste större samhälle är Ocosingo, 11,5 km söder om Centro Majchum. I omgivningarna runt Centro Majchum växer i huvudsak städsegrön lövskog.